# Mount Moody, Antarktis
Mount Moody är ett berg i Antarktis. Det ligger i Östantarktis. Nya Zeeland gör anspråk på området. Toppen på Mount Moody är 2 040 meter över havet, eller 342 meter över den omgivande terrängen. Bredden vid basen är 5,6 km.
Terrängen runt Mount Moody är bergig västerut, men österut är den kuperad. Trakten är obefolkad. Det finns inga samhällen i närheten.